# Porin Palloilijat
Il Porin Palloilijat, conosciuto anche come FC PoPa, è un club finlandese di calcio con sede a Pori. Nella stagione 2011 gioca nella Ykkönen, la seconda serie del calcio finlandese.
Il club è stato fondato nel 1925, tuttavia è rimasto inattivo per più di vent'anni dal 1960 al 1981, mentre ai giorni nostri è la principale squadra della città dopo che il club FC Jazz ha dichiarato la bancarotta all'inizio del 2005.
La formazione ha anche un settore calcio a 5, che milita nella prima divisione della Futsal-liiga.

## Rosa 2012
| N. |                      | Ruolo | Calciatore            |
| -- | -------------------- | ----- | --------------------- |
| 1  | Finlandia (bandiera) | P     | Lauri Pirhonen        |
| 2  | Finlandia (bandiera) | D     | Jussi Äijälä          |
| 3  | Finlandia (bandiera) | D     | Petri Viljanen        |
| 5  | Finlandia (bandiera) | D     | Antti-Pekka Pihlainen |
| 6  | Canada (bandiera)    | A     | Kennedy Owusu-Ansah   |
| 7  | Finlandia (bandiera) | A     | Samu-Petteri Mäkelä   |
| 8  | Finlandia (bandiera) | A     | Toni Junnila          |
| 10 | Finlandia (bandiera) | C     | Teemu Vihtilä         |
| 11 | Finlandia (bandiera) | A     | Samu Ruisniemi        |

| N. |                      | Ruolo | Calciatore           |
| -- | -------------------- | ----- | -------------------- |
| 12 | Finlandia (bandiera) | P     | Ville-Valtteri Tuumi |
| 13 | Finlandia (bandiera) | C     | Kari-Pekka Koivunen  |
| 14 | Finlandia (bandiera) | C     | Aleksander Akbar     |
| 15 | Finlandia (bandiera) | C     | Jarkko Höynälä       |
| 16 | Nigeria (bandiera)   | A     | Victor Solomon       |
| 17 | Finlandia (bandiera) | C     | Topi Mattila         |
| 18 | Finlandia (bandiera) | A     | Juuso Aalto          |
| 19 | Finlandia (bandiera) | D     | Juha Luoma           |
| 37 | Finlandia (bandiera) | D     | Joni Vuorinen        |

## Rosa 2011
| N. |                      | Ruolo | Calciatore            |
| -- | -------------------- | ----- | --------------------- |
| 1  | Finlandia (bandiera) | P     | Lauri Pirhonen        |
| 2  | Finlandia (bandiera) | D     | Jussi Äijälä          |
| 3  | Finlandia (bandiera) | D     | Petri Viljanen        |
| 4  | Brasile (bandiera)   | C     | Dema                  |
| 5  | Finlandia (bandiera) | D     | Antti-Pekka Pihlainen |
| 6  | Guinea (bandiera)    | C     | Mohamed Fofana        |
| 7  | Finlandia (bandiera) | A     | Samu-Petteri Mäkelä   |
| 8  | Finlandia (bandiera) | A     | Toni Junnila          |
| 10 | Finlandia (bandiera) | C     | Teemu Vihtilä         |
| 11 | Finlandia (bandiera) | A     | Samu Ruisniemi        |
| 12 | Finlandia (bandiera) | P     | Ville-Valtteri Tuumi  |

| N. |                       | Ruolo | Calciatore          |
| -- | --------------------- | ----- | ------------------- |
| 13 | Finlandia (bandiera)  | C     | Kari-Pekka Koivunen |
| 14 | Finlandia (bandiera)  | C     | Aleksander Akbar    |
| 15 | Finlandia (bandiera)  | C     | Jarkko Höynälä      |
| 16 | Slovacchia (bandiera) | D     | Juraj Hrudik        |
| 17 | Finlandia (bandiera)  | C     | Topi Mattila        |
| 18 | Finlandia (bandiera)  | A     | Juuso Aalto         |
| 19 | Finlandia (bandiera)  | D     | Juha Luoma          |
| 37 | Finlandia (bandiera)  | D     | Joni Vuorinen       |
|    | Finlandia (bandiera)  | D     | Mikael Liespuu      |
|    | Finlandia (bandiera)  | A     | Patrik Lomski       |

## Palmarès

### Competizioni nazionali
- Kakkonen: 1

2008

### Altri piazzamenti
- Ykkönen:

Terzo posto: 2010